# Кривий Врх
Кривий Врх (словен. Krivi Vrh) — поселення в общині Света Ана, Подравський регіон‎, Словенія.